# Joaquim Baptista Roque
Joaquim Baptista Roque, Prof. Joaquim Roque como ficou conhecido, nasceu a 26 de Janeiro de 1913, em Peroguarda, concelho de Ferreira do Alentejo e faleceu a 2 de Dezembro de 1995, em Lisboa. Filho de Maria Carolina Pedras e de João Baptista Roque. Casou-se em 1938 com Carmen Rocha Raposo. 
Professor, escritor, jornalista, etnógrafo e folclorista português dedicou muito da sua vida aos estudos etnográficos do Alentejo tendo recolhido milhares de quadras populares da região transtagana. Foi professor primário em diversas localidades alentejanas, foi adjunto do diretor escolar de Beja e diretor escolar de Lisboa.

## Resumo Biográfico[1][2]
Iniciou e fez os seus estudos primários na Escola Oficial de Peroguarda, tendo ingressado no ano de 1926 no Seminário Diocesano, em Serpa, onde permaneceu até 1931. Por reconhecida falta de vocação para o Ministério Sacerdotal deixou o Seminário tendo-se inscrito no Curso de Admissão à Escola Particular do Magistério Primário que abrira em Beja, decorria o ano de 1931.
Verificando que lhe não eram reconhecidas oficialmente as habilitações que possuía, teve de repetir os exames do 1º e 2º ciclos do liceu em 1933. Assim, só no ano seguinte pôde matricular-se no 1º ano do Magistério Primário e frequentar o curso que concluiu em 1936.
Ao mesmo tempo e como as aulas eram nocturnas, em Abril de 1934 obteve colocação como chefe de secretaria no Tribunal do Trabalho. A seguir matriculou-se no Curso Complementar dos Liceus que completou em 1938.
Nesse mesmo ano casou com Carmen Rocha Raposo, também professora do Ensino Primário, e juntos viveram 54 anos até ao final dos seus dias.
Em Novembro de 1940 pediu a exoneração do cargo de chefe de secretaria do Tribunal do Trabalho para se dedicar ao Magistério Oficial Primário e Particular.
Foi colocado com sua esposa em Cuba e no ano seguinte foram ambos para Ervidel.
Em 1945 ficou habilitado com o Diploma de Professor para o ensino liceal, clássicas.
Mais tarde, em 1951, foi nomeado Adjunto do Director do Distrito Escolar de Beja, cargo que exerceu até 1957, em Beja.
Nesse ano pediu a sua transferência para Lisboa por motivos pessoais onde exerceu as funções de Adjunto de Director Escolar de Lisboa de 1957 a 1972.
Em Lisboa frequentou o Curso de Ciências Pedagógicas na Universidade de Lisboa, Faculdade de Letras e em 1968 fez o Curso para Inspector-orientador, Directores Escolares e Adjuntos.
A partir de 1972 desempenhou o cargo de Director do Distrito Escolar de Lisboa, tendo passado à situação de aposentado em Junho de 1976, com 42 anos de exercício de funções públicas.

## Obras publicadas
Alentejo Cem por Cento
Subsídios para o estudo dos Costumes, Tradições, Etnografia e Folclore Regionais, 1º edição, Beja, 1940 e 2ª edição, Ferreira do Alentejo, 1990  
O Baixo Alentejo no Cancioneiro Nacional  Livro que reúne cerca de 5200 textos, quase todos quadras do cancioneiro presente no Baixo Alentejo, assim como algumas centenas de modas, edição crítica de Paulo Lima, Arquivo Transtagano, edição (póstuma) da Câmara Municipal de Portel, cerca de 470pp, 2022.   

Polemista
- Recolheu e deu a conhecer à comunidade científica diversos vocábulos (p.e. RUAZ) usados com frequência no Baixo Alentejo e não registados em qualquer dicionário ou vocabulário, incluindo o da Academia das Ciências de Lisboa.[3]

- Estudos de Linguagem

Mondando em seara alheia... nos domínios da Filologia (uma denúncia de paternidade ilegítima), in Revista de Portugal (separata), 31pp, Beja, Abril de 1945
- Estudos de Linguagem II

Ainda, Roaz ou Ruaz?
Resposta a uma crítica tendenciosa e mordaz..., 32pp, Beja, Agosto de 1945
Rezas e Benzeduras Populares (Etnografia Alentejana)
1ª Edição, Minerva Comercial de Carlos Marques & Cª Lda., 117pp, Beja, 1946
Breves Considerações sobre a “História” da Batalha de Ourique
Comunicação apresentada ao II Congresso sobre o Alentejo, 18pp policopiado, 15 a 17 de Maio de 1987

## Investigação Histórica
Descoberta e valorização do “Manuscrito de 28 de Outubro de 1152 (Coimbra)” com 62 páginas donde consta (em 5 páginas) o “Juramento de Dom Affonço Henriques sobre a aparição que teve em Campo de Ourique” que serviu de base para a sua tese sobre a localização da Batalha de Ourique, apresentada ao II Congresso sobre o Alentejo, em 15 a 17 de Maio de 1987.
Descoberta e Valorização de um Manuscrito de Frei Manuel do Cenáculo (1721-1814) que revela poder ter existido em Peroguarda uma colónia romana que idolatrava a deusa egípcia Ísis, cuja imagem enfeitada como as múmias dos pés ao pescoço foi encontrada na citada povoação.

## Artigos dispersos em diversos jornais e revistas
- Jornal Médico (Arquivo de Medicina Popular), Porto
- Arquivo de Beja
- Diário do Alentejo
- Notícias de Beja
- Mensário das Casas do Povo
- Ourivesaria de Portugal
- Revista de Portugal
- Alentejo Histórico, Artístico e Monumental
- Almanaque Alentejano

## Com o pseudónimo Joaquim d’Aldeia
A Nossa Casa do Povo
Peça de teatro em 3 Actos
Concurso do Secretariado da Propaganda Nacional, Teatro do Povo.
Representada em 1940 aquando da inauguração da Casa do Povo de Peroguarda

## Com o pseudónimo Joaquim Gaspar
Em parceria com o Professor Abílio Gaspar (Joaquim Roque e Abílio Gaspar) publicaram uma série de livros escolares para a instrução primária:
- “Vidas em Flor”, Livro de Leitura da 4ª classe - livro moderno, devidamente actualizado, com exercícios de interpretação dos trechos, gramática e redacção. (20$00)
- Vocabulário do Livro de Leitura da 4ª classe - com significados, exercícios de interpretação, gramática e redacção. (6$50)
- História de Portugal para a 4ª classe - já organizada segundo os novos programas de Julho de 1968 - Colecção Santa Cruz, Atlântida Editora, Coimbra 1968.
- Ciências Geográfico-Naturais para as 3ª e 4ª classes
- Ciências Geográfico-Naturais para as 5ª e 6ª classes do Ensino Complementar
- Língua Portuguesa para as 5ª e 6ª classes do Ensino Complementar

## Membro das seguintes instituições Culturais e Científicas
- Centro de Estudos do Baixo Alentejo – Beja
- Instituto Português de Arqueologia, História e Etnografia – Lisboa
- Instituto Brasileiro de Educação, Ciência e Cultura, Comissão Nacional de Folclore - Rio de Janeiro
- Clube Internacional de Folclore - Natal (Brasil)
- Círculo Folclórico Luso-Brasileiro do Liceu Literário Português - Rio de Janeiro
- Sociedade Luso-Brasileira de Etnologia - Rio de Janeiro
- Sociedade Portuguesa de Antropologia e Etnologia da Faculdade de Ciências – Porto
- Museu Etnográfico do Dr. Leite de Vasconcelos

## Trabalhos de Etnografia
Recolha e transcrição de milhares de quadras populares da região transtagana. (por tratar)
Ciclo do Natal no Cancioneiro Popular do Baixo Alentejo. (por tratar)
“A Aldeia mais Portuguesa de Portugal” – concurso nacional (1938)
Organizou a representação da província do Baixo Alentejo.
Fundador do Grupo Coral e Etnográfico da Casa do Povo de Peroguarda – 1938 (depois designado Coral Alma Alentejana)
“Cortejo Histórico do Mundo Português” – Lisboa, Junho de 1940
Organizou a participação da província do Baixo Alentejo.
“Cortejo do Trabalho Nacional” – Porto, Julho de 1940
Organização da participação do Rancho Folclórico de Peroguarda
Em 1 de Dezembro de 1940 é inaugurado em Peroguarda o Cruzeiro da Independência, o projecto e desenho é de sua autoria.
“Cortejo dos Santos Populares” – Lisboa, 30 de Junho de 1951
Organização da representação do Baixo Alentejo com o Rancho Folclórico de Peroguarda e o Rancho Folclórico de Ferreira do Alentejo.

## Homenagens e Reconhecimentos
Em 1940 foi-lhe prestada homenagem e descerrado o seu retrato na sede da Casa do Povo de Peroguarda, em sessão presidida pelo Governador Civil do Distrito de Beja.
Em 1954, a Câmara Municipal de Ferreira do Alentejo, a Junta de Freguesia e a Casa do Povo de Peroguarda prestaram-lhe uma homenagem em sessão presidida pelo Governador Civil de Beja, tendo sido descerrada uma lápida que deu o seu nome à praça principal da aldeia, onde nasceu e viveu alguns anos da sua infância e juventude.
Em 1957, depois de ter sido nomeado Adjunto do Director do Distrito Escolar de Lisboa e antes de deixar a Direcção Escolar de Beja, onde desempenhou também as mesmas funções de Adjunto, foi homenageado no Hotel Bejense, pelo professorado do distrito, com um almoço de despedida a que presidiu o respectivo Director.
No ano de 1972, quando foi nomeado Director do Distrito Escolar de Lisboa, o professorado homenageou-o com um almoço no Restaurante do Hotel das Arribas, na Praia Grande. Aí, usaram da palavra vários oradores exaltando as suas qualidades de trabalho, saber, brio e competência profissionais.
A Câmara Municipal de Portel, prestou-lhe duas homenagens, a primeira aquando do "Colóquio sobre eruditos regionais - O Prof. Joaquim Roque e o Alentejo Cem por Cento" realizado em 27 de Junho de 1998. A segunda foi realizada a 27 de Janeiro de 2001 em simultâneo com o lançamento da peça de multimídia “Prof. Joaquim Roque, Colecção de Folclore Alentejano, CD+libreto ed. C.M. Portel”.
Em 2007 a Câmara Municipal de Ferreira do Alentejo prestou-lhe homenagem pública, dando o seu nome a uma rua da cidade, onde foi  descerrada a respectiva placa.
Em 2014, a 22 de Fevereiro, a Casa do Cante promoveu uma homenagem ao Prof. Joaquim Roque, integrada na II Reunião do Grupo de Trabalho Sentimento Religioso e Património Cultural Imaterial, tendo culminado com a actuação do Grupo Coral e Etnográfico da Casa do Povo de Serpa na Igreja de Nossa Senhora da Consolação.
Em 2014, a 21 de Junho, as "Cantadeiras de Alma Alentejana" homenagearam o Prof. Joaquim Roque integrada no ciclo de homenagens "Prof. Joaquim Roque - Poetas e Livros - Coral Voz do Alentejo" tendo o evento decorrido nas instalações da Associação das Colectividades do Concelho de Almada, em Cova da Piedade, Almada, com a presença entre outras individualidades do presidente da Câmara Municipal de Almada, Joaquim Judas. 
Em 2023, a 6 de Maio, lançamento do livro "O Baixo Alentejo no Cancioneiro Nacional" na Biblioteca Municipal de Portel, lançamento integrado nas Conferência de Portel.  
O Professor Joaquim Roque é citado frequentemente (ainda não há muitos anos – 2003) por diversos especialistas na Cultura Popular Brasileira na temática “Folclore e Educação”. Por exemplo o Mundo Caipira online de 13 de Julho de 2003 refere: “Em 1954, o Prof. Joaquim Roque, delegado de Portugal ao Congresso Internacional de Folclore, em São Paulo, abordou o problema nestes termos: O estudo do folclore contém em si preciosos ensinamentos que, devidamente seleccionados e aproveitados serão de valor inestimável na formação e na educação do povo.” 
Num texto homenagem ao Professor Doutor Luís da Câmara Cascudo escrito na Jangada do Brasil online, de Julho de 2001, Fernando de Castro Pires de Lima que escreveu o Prefácio do livro do Prof. Joaquim Roque “Rezas e Benzeduras Populares” “… que tivemos a súbita honra de prefaciar”, refere um capítulo do referido livro “Benzeduras de olhados, fitos e fitados” como exemplar.